# トーマス・ボドキン
トーマス・パトリック・ボドキン（Thomas Patrick Bodkin、1887年7月21日 – 1961年4月24日）は、アイルランドの弁護士、美術史家、美術収集家、キュレーター。「プロフェッサー（教授）」(Professor) の敬称を冠して言及される。
ボドキンは、1927年から1935年までダブリンのアイルランド国立美術館の館長を務め、次いで1935年から1952年まで新設されたバーバー美術館の初代館長を務め、『オブザーバー』紙が「20世紀最後の偉大な美術コレクション (the last great art collection of the twentieth century)」と呼んだコレクションの核を形成した。

## 経歴
ボドキンは、ナショナリストのジャーナリストで、判事、庶民院議員も務めたマシアス・マクダネル・ボドキンの長男として、ダブリンに生まれた。1908年に王立アイルランド大学を卒業し、1911年から1916年にかけて弁護士として働きながら、叔父であるサー・ヒュー・レインの影響で、個人的に美術品の収集を始めた。叔父レインが、乗船していた客船ルシタニアの沈没で遭難死した後、ボドキンは叔父のコレクションをイギリスからアイルランドに取り戻すことに関わるようになったが、この法廷闘争は1957年まで続く生涯をかけたものとなり、この件でボドキンは、当時のアイルランド共和国政府の求めに応じ、著書『Hugh Lane and his Pictures』を1932年に出版した。
ボドキンは、1916年に法曹実務を離れ、アイルランド国立美術館の理事 (Governor) のひとりとなった。その後、1927年には館長 (Director) に任じられた。またボドキンは、1926年にパーシー・メットカルフから、新しいアイルランド共和国の硬貨のデザインを決める委員会の委員に任命された。
1935年、ボドキンはアイルランドを離れ、バーミンガム大学に新設されたバーバー美術館の初代館長、バーバー美術講座教授 (Barber Professor of Fine Art) となった。バーバー美術館の新規収集のための予算は、一部の国立博物館に比べても恵まれたものであり、ボドキンは第二次世界大戦前後の低調な美術市場の状況の中で、一連の例外的な作品の購入を進めた。1935年の時点で7点しかなかったコレクションが、1939年までに、ティントレットの『若い紳士の肖像 (Ritratto di un giovane gentiluomo)』（1554年）、シモーネ・マルティーニの『福音記者聖ヨハネ (San Giovanni Evangelista)』（1320年）、プッサンの『タンクレードとエルミニア (Tancrède et Herminie)』（1634年）、ホイッスラーの『白のシンフォニー第3番 (Symphony in White No. III)』（1867年）や、ジョン・ノストの『ジョージ1世騎馬像 (Equestrian Statue Of George I)』（1717年ころ）などを含むものになっていた。ボドキンは1952年に引退したが、1959年まで新規の購入に影響力をもち、後任の館長、教授であったエリス・ウォーターハウスも、ずっと後年にボドキンが手がけた作品購入について「神業」だと述べた。
ボドキンはアイルランドを離れた後も、アイルランドにおける美術振興に関わり、1949年には当時のアイルランドの首相（ティーショク）ジョン・A・コステロの求めに応じてアイルランドの美術の現状についての報告書を取りまとめ、1951年のアーツ・カウンシル設立のきっかけを作った。政府による芸術への支援は、1920年代以来のボドキンの持論であった。
ボドキンは放送にも活発に出演し、著作や個人的回顧録なども出版し、またフランスの現代詩や美術史、美術批評の英語への翻訳も手がけた。特に、著書『The Approach to Painting』（1927年）は、一般向けの入門書として、30年以上にわたって版を重ねた。
晩年には、英国放送協会 (BBC) のパネル・ショー『Animal, Vegetable, Mineral?』に出演し、博物館キュレーターのヒュー・ショート (Hugh Shortt)、考古学者モーティマー・ウィーラーとともに、世界中の様々な興味深い事物の正体を見極めていった。
カトリックであったボドキンは、教会における奉仕活動に対し、ローマ教皇庁から文官として大聖グレゴリウス勲章を授与された。かつて1958年から王立美術院に展示されていたボドキンの胸像は、これを制作した彫刻家で、王立美術院院長も務めたボドキンの友人サー・チャールズ・ウィーラーによって、ボドキンの死後にバーバー美術館に寄贈された。ボドキンの亡骸は、ダブリンのグラスネヴィン・セメタリーに埋葬された。
1960年3月、ボドキンはテレビ番組『This Is Your Life』で取り上げられ、バーミンガムにBBCが構えていたゴスタ・グリーン・スタジオ (Gosta Green Studios) で、イーモン・アンドリュースに驚かされた。